# Acalypha nitschkeana
Acalypha nitschkeana é uma espécie de flor do gênero Acalypha, pertencente à família Euphorbiaceae.